# 노보리타테정
노보리타테정(일본어: 登立町)은 일본 구마모토현 아마쿠사군에 설치되었던 정이다. 현재의 가미아마쿠사시에 해당한다.

## 역사
- 1889년 4월 1일 - 정촌제 시행에 의해 노보리타테촌이 성립하였다.
- 1924년 4월 1일 - 정으로 승격해 노보리타테정이 되었다.
- 1954년 4월 1일 - 이와촌, 가미촌, 나카촌, 유시마촌과 합병해 오야노정이 성립하였다.

## 참고 문헌
- 角川日本地名大辞典編纂委員会, 『角川日本地名大辞典 43 熊本県』1987, 角川書店